# Das Karussell des Lebens
Das Karussell des Lebens è un film muto del 1919 diretto da Georg Jacoby.

## Trama
Lo, una bella ballerina, conquista il dottor Cotton che la sposa. Ma l'uomo, ottenebrato dalla passione, per mantenere nel lusso la sua donna, finisce in prigione per truffa. Lei, allora, si trasferisce a Valparaiso, dove diventa l'amante di un ricco proprietario terriero che però viene ucciso. Dopo la sua morte, Lo fa un viaggio in Europa con Henry, il figlio del console Larsen. In casa del console, incontra il marito, che ora lavora come segretario di Larsen. Entrambi i Larsen, padre e figlio, sono vittime del fascino di Lo, ma lei ora preferisce il padre e lascia la casa, sicura che il console la seguirà. La sera, mentre si trova con il nuovo amante in un locale notturno, appare Henry, disperato, che, davanti al padre si uccide sparandosi un colpo. Sembra che la tragedia non la tocchi e, per tutta la notte, Lo pensa solo a divertirsi. La mattina dopo, però, nel fiume viene ripescato il suo cadavere.

## Produzione
Il film fu prodotto probabilmente da Paul Davidson per la Projektions-AG »Union« (PAGU) di Berlino per conto dall'Universum Film (UFA).

## Distribuzione
Distribuito dall'Universum Film (UFA), il film uscì nelle sale cinematografiche tedesche nel 1919, presentato al Kammer-Lichtspiele di Berlino nel marzo di quell'anno.